# Next Space Technologies for Exploration Partnerships

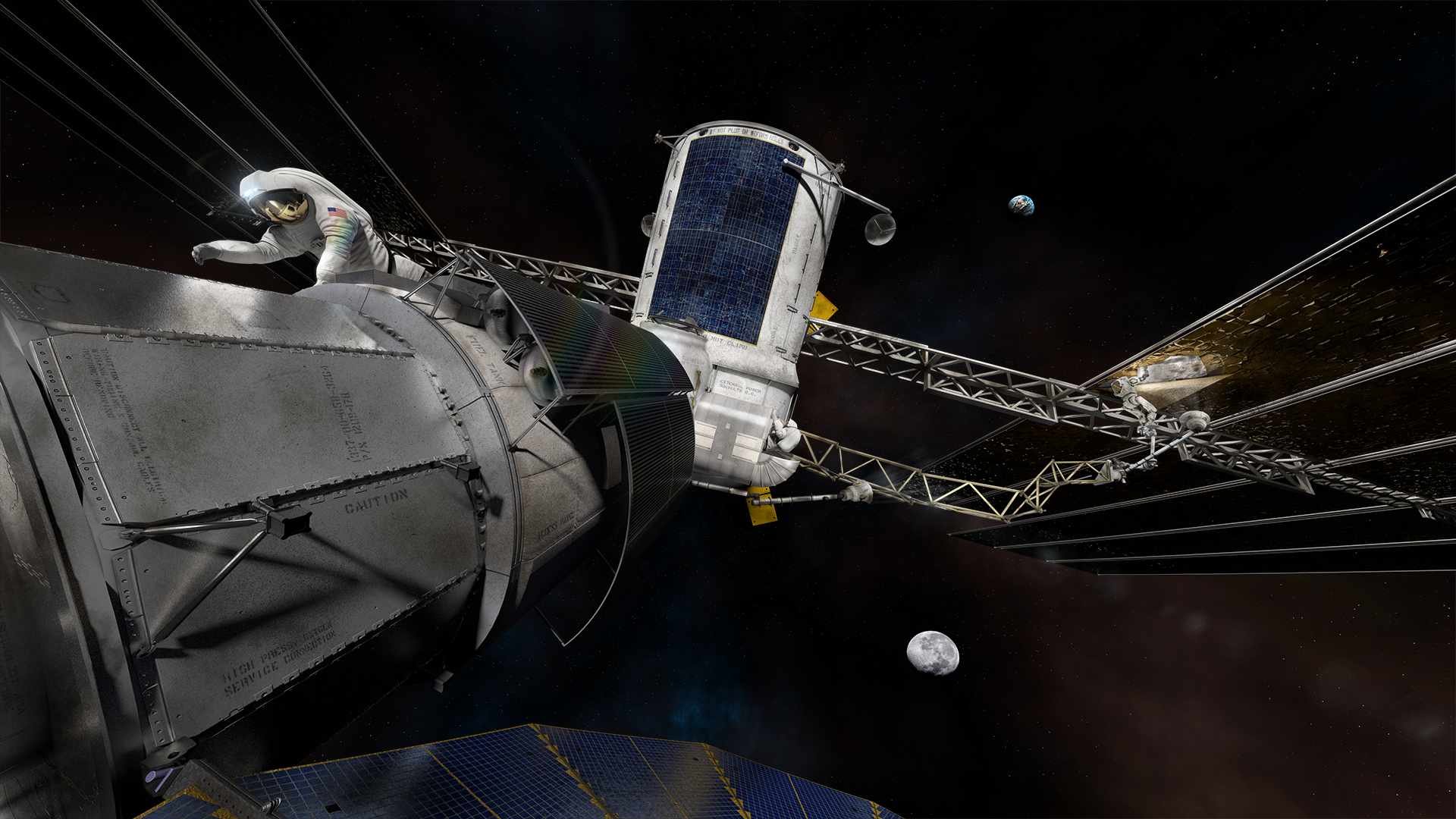
Imagen conceptual que muestra un paseo espacial de un astronauta por el exterior de una estructura habitable cerca de la Luna.

Next Space Technologies for Exploration Partnerships-NextSTEP es un programa de la NASA que utiliza una sociedad público-privada para realizar una búsqueda en conjunto de exploración espacial profunda para con el que efectuar misiones de vuelo espaciales alrededor y más allá del espacio cislunar -espacio cercano a la Tierra que se extiende poco más allá de la luna.